# Ревматическая хорея
Ревматическая хорея (хорея Сиденгама, малая хорея, пляска святого Вита, острая хорея, английская хорея, обыкновенная хорея) — одно из основных проявлений острой ревматической лихорадки, возникающее преимущественно у детей. Основными клиническими симптомами ревматической хореи являются спонтанные и непроизвольные движения (собственно хореические гиперкинезы), мышечная слабость, нарушения координации и статики, вегетативная дисфункция и психические расстройства. Входит в число больших клинико-диагностических критериев острой ревматической лихорадки Киселя-Джонса (ревматическую клиническую пентаду).

## История

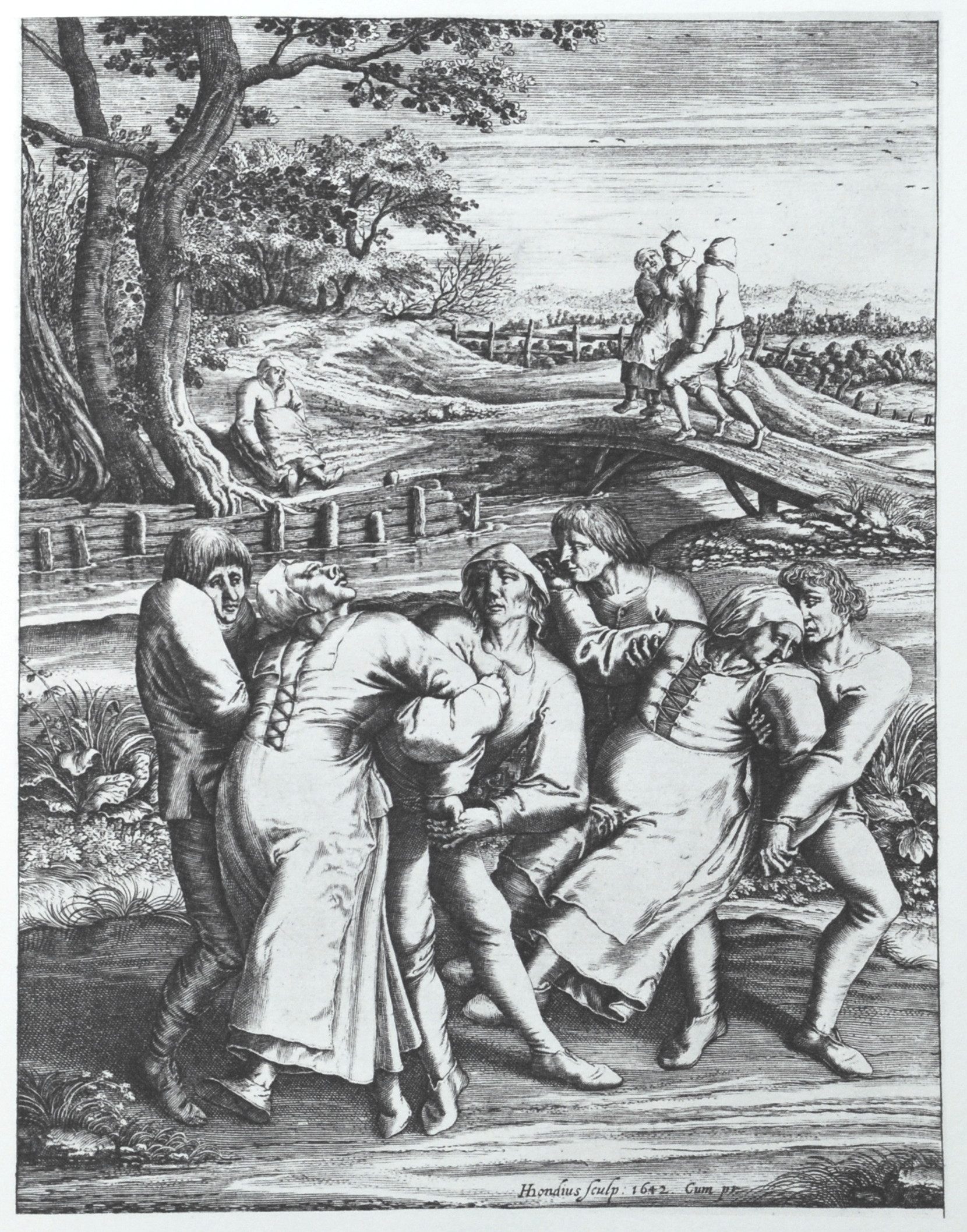
На гравюре Гендрика Гондиуса изображены три женщины, пораженные танцевальной чумой

Термин «хорея» происходит от др.-греч. χορός — танец, пляска. Сначала значение этого термина отличалось от современного: с XIII века «хореей» («хореоманией») называли психогенное расстройство движений — диссоциативные конвульсии, иногда широко распространяющиеся среди средневекового населения в виде «эпидемий плясок». Пораженные танцевальной манией группы людей совершали похожие на танец движения на фоне суженного сознания, вероятно, выплескивая нервное потрясение, вызванное эпидемиями чумы.
Св. Вит стал ассоциироваться с хореей по нескольким причинам. В IX веке после чудес, произошедших во время передачи его мощей из Сен-Дени в Саксонию, возник культ этого святого как покровителя больных, страдающих эпилепсией и хореей. Люди с этими расстройствами в праздник святого Вита отправлялись в паломничество к той или иной церкви и там танцевали, чтобы преодолеть свои страхи и боль. В XVI веке в Священной Римской империи распространилось поверье, что станцевавший перед статуей святого в день его именин (15 июня), получит заряд бодрости на весь год. Поэтому в этот день многие люди эмоционально танцевали возле таких статуй. Жители Страсбурга, охваченного в 1518 году танцевальной чумой, направлялись магистратом к часовне святого Вита в Цаберне (ныне — Саверн), где происходило их «исцеление».
Впервые отдельно от психогенных видов хореи, малую хорею под называнием chorea naturalis (с лат. — ««настоящая» хорея») описал в XVI в. Парацельс. Детей, страдающих ревматической хореей, впервые описал Грегор Хорст (Хорстий) в 1625 году.

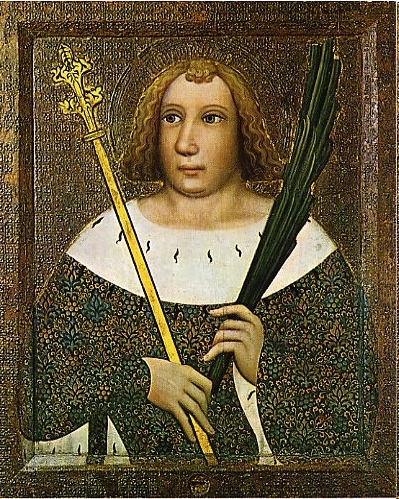
Одно из названий хореи происходит от Св. Вит — римского мученика периода раннего христианства

Томас Сиденхем в 1686 году впервые выделил ревматическую хорею как отдельное детское заболевание и особую форму гиперкинезов, а также очень точно и подробно описал её основные симптомы. В качестве синонима он применял термин «пляска святого Вита», начавший с того времени носить новое значение. Это вносило некоторую путаницу, так как под одним термином обозначалось и органическое заболевание (малая, или английская хорея), и психогенное расстройство (большая, или немецкая хорея). Несмотря на то, что Сиденхем также описал ревматическую лихорадку и её суставные симптомы, связи между ней и хореей он не нашёл.

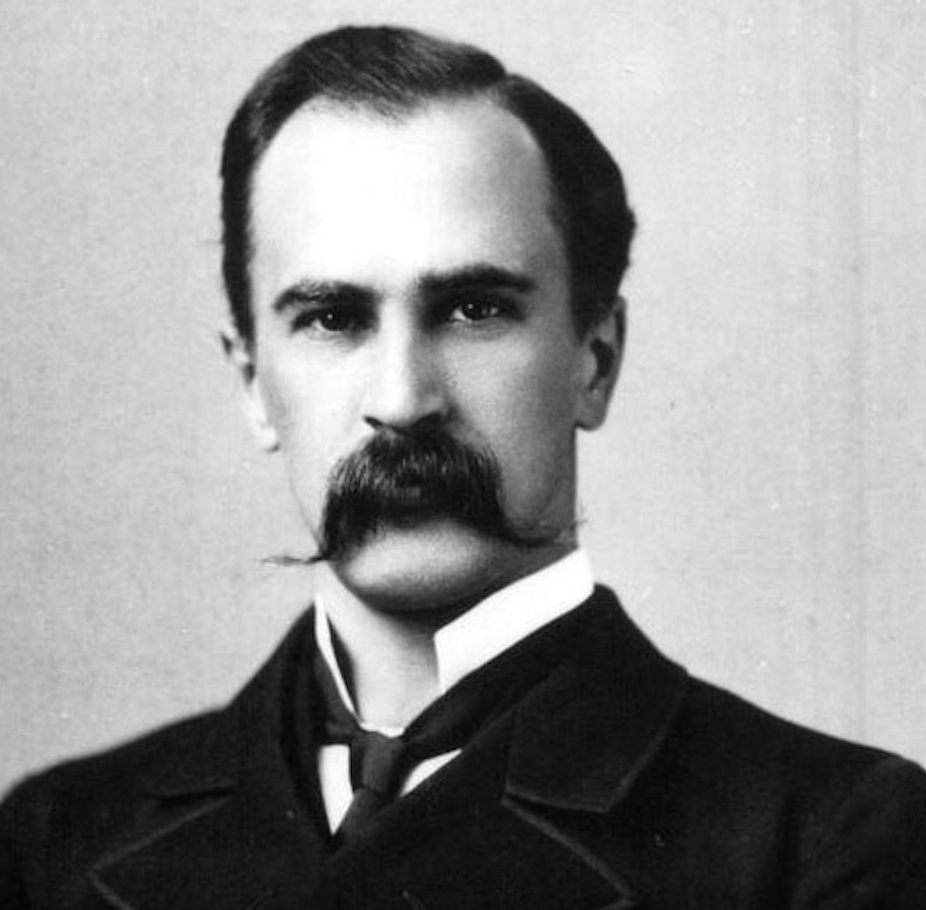
Уильям Ослер — один из наиболее известных исследователей малой хореи

К проявлениям ревматизма малую хорею впервые отнёс английский врач Брайт в 1831 году. Однако очерченной нозологической единицей малая хорея окончательно стала только во второй половине XIX века. В конце 1860-х годов Дж. Джексон и У. Бродбент первыми определили, что причиной хореи Сиденхема является дисфункция стриатума. В то же время, они ошибочно полагали, что нарушение функции полосатого тела вызвано его эмболией. В 1887 году Уильям Ослер представил 410 случаев клинических наблюдений ревматической хореи, а в 1894 году опубликовал монографию «On Chorea and Choreiform Affections» — одно из самых широко цитируемых северо-американских исследований XIX века, где показал её связь с ревматическими артритами и эндокардитами. В своей книге он чётко отделял психогенную («большую») хорею от ревматической («малой»). У. Говерс, один из первых исследователей хореи как неврологического синдрома, в книге «Manual of the diseases of the nervous system» (1886—1888) наряду с другими формами, описал хорею Сиденхема, основываясь на своём опыте лечения 120 пациентов, страдающих от этого заболевания в Национальном госпитале для парализованных и эпилептиков. В 1894 году из мозга умершего от малой хореи был выделен диплококк. По результатам дальнейших исследований, во время которых удавалось высеять разные кокки, учёные предположили, что малая хорея является бактериальным менингоэнцефалитом. Однако тот факт, что бактерии удавалось выделить не всегда, вызывал сомнения в правильности этой теории. Открытие в начале 1930-х годах того, что антистрептолизин О является маркером бактериальных инфекционных процессов, вызываемых стрептококками группы А, дало возможность установить, что все проявления острой ревматической лихорадки, в том числе малая хорея, являются последствиями перенесённой стрептококковой инфекции. Сфокусироваться на борьбе с инфекционным агентом, который приводил к развитию ревматической хореи, дало возможность открытие антибактериальных препаратов. Начиная с 1930—1940-х годов применение сульфаниламидов и пенициллина дало возможность осуществлять не только лечение, но и первичную и вторичную профилактику ревматизма, поэтому заболеваемость, в том числе на малую хорею, как одно из его проявлений, упала. В 1976 году исследования Г. Хасби и его коллег продемонстрировали, что хорея Сиденхема вызвана не инфекцией как таковой, а является результатом нарушения иммунных механизмов.

## Классификация
Согласно МКБ-10 различают ревматическую хорею с вовлечением сердца и без такового.
Клинически выделяют лёгкие, средней тяжести и тяжёлые формы ревматической хореи, которые отличаются преимущественно степенью выраженности гиперкинезов, гипотонии и изменений психики.

## Эпидемиология
Чаще всего ревматической хореей страдают дети возрастом 6-15 лет. Случаи хореи, выявленные после этого возраста, как правило — рецидивы болезни, наблюдавшейся в детстве. После 10-летнего возраста в 2 раза чаще болеют девочки, в 15—25-летнем возрасте — почти исключительно женщины, что может быть связано с эндокринными факторами. Хорея при ревматизме развивается в 6-38 % случаев, поэтому вероятно, что к её развитию существует предрасположенность, связанная с генетическими и средовыми факторами, а также патогенности разных штаммов стрептококка. В заболеваемости малой хореей отмечаются существенные колебания, причина которых изучена не до конца. Во второй половине XX века в связи с широким применением антибиотикотерапии и улучшением качества жизни в развитых странах распространённость малой хореи резко снизилась.

## Этиология и патогенез

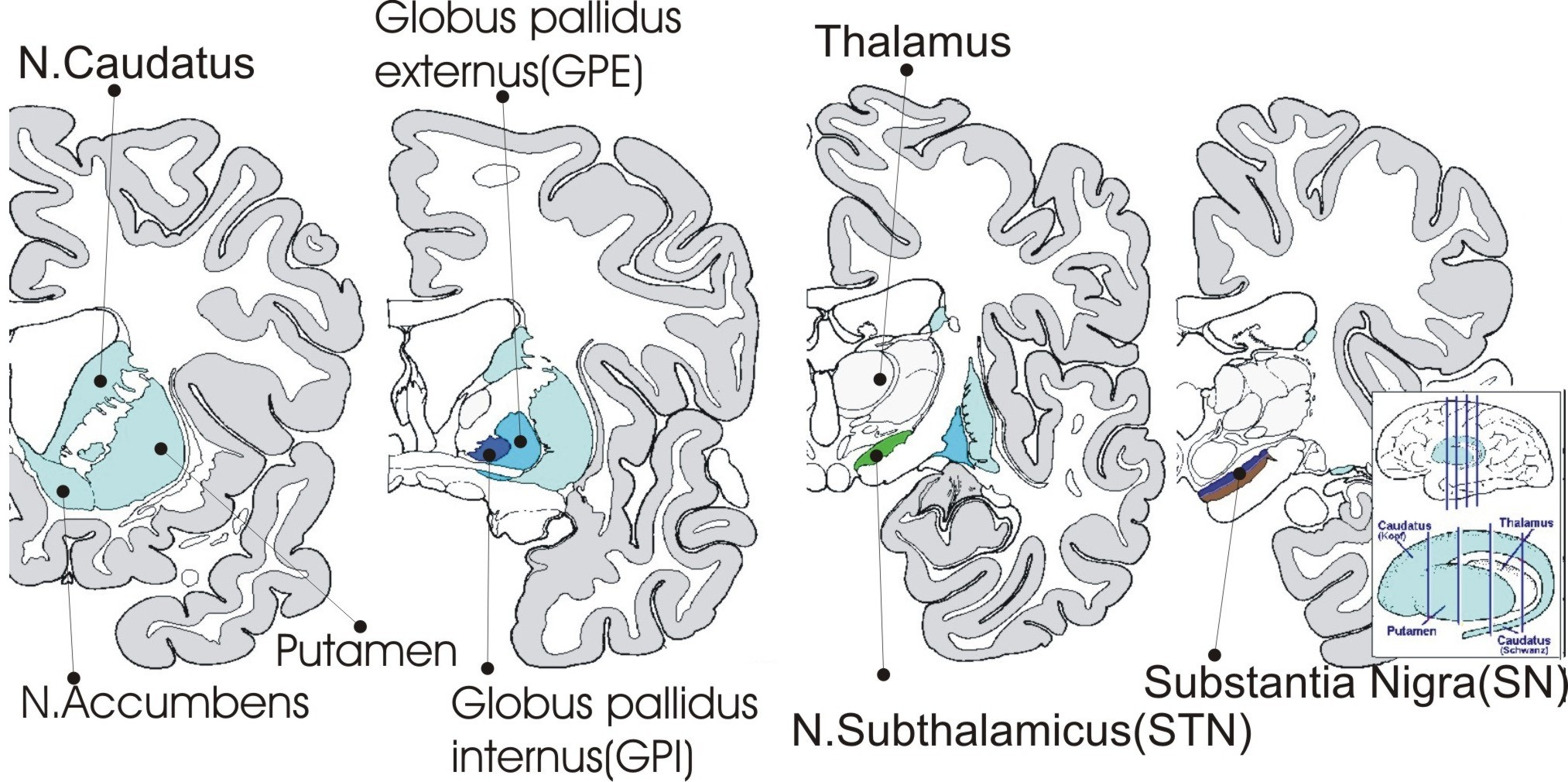
Корональный разрез головного мозга человека, показывающий базальные ядра, среди них — хвостатое и субталамическо, которые поражаются при малой хорее.

Ревматическая хорея — результат иммунного ответа организма на антигены бета-гемолитического стрептококка группы А (в частности, М-протеин), общие с антигенами тканей мозга человека. В зависимости от вариации М-протеина выделяют отдельные серотипы Streptococcus pyogenes, причём малую хорею чаще всего вызывают ревматогенные штаммы М5, М6, М19 и М24. В результате перекрёстной реактивности антитела, вырабатывающиеся против стрептококков, также реагируют с белковыми эпитопами цитоплазматических антигенов базальных ганглиев — хвостатого и субталамического ядра и скорлупы, нанося им повреждения. Проводятся исследования, направленные на уточнение роли аутоантител в нанесении повреждений нервным клеткам, в том числе, выраженности их патогенного потенциала, эффекта, который они оказывают на нейроны и условий, в которых становится возможным взаимодействие антител с антигенами.
Существует другая гипотеза, что стрептококковая инфекция вызывает чрезмерное выделение и нарушение метаболизма некоторых антигенов, которые находятся внутри нервных клеток, поэтому к этим нейронам нарушается аутотолерантность иммунной системы. Согласно ещё одному предложению, при хорее Сиденхема антигены стрептококка действуют как суперантигены, способствуя презентации иммунной системе антигенов, находящихся за гематоэнцефалическим барьером (секвестрированных).
Определённую роль играют изменение в стенке мелких артерий и артериол мозга. Половые различия в заболеваемости, характерные среди ревматических расстройств только для малой хореи, и проявляющиеся только после 10 лет, могут объясняться тем, что стероидные женские половые гормоны повышают чувствительность постсинаптических дофаминовых рецепторов в полосатом теле.
В связи с тем, что аутоиммунная реакция повреждает подкорково-лобные нейронные круги, которые замыкаются через стриатум, развиваются хореические гиперкинезы и психические расстройства.

## Клиническая картина
Чаще всего хорею Сиденхема сопровождают другие синдромы острой ревматической лихорадки, такие как кардит (75 % случаев) и полиартрит, но в 5—7 % случаев она является единственным проявлением ревматизма (изолированная, или «чистая» хорея). Она возникает через 1-8 месяцев после перенесённой стрептококковой инфекции или обострения ревматизма. Чаще ревматическая хорея развивается у пациентов с отягощённым неврологическим анамнезом.
Как правило, заболевание начинается подостро, и только иногда — стремительно, в течение нескольких часов, с расстройств поведения (повышенной раздражительности, эмоциональной лабильности), неловкости движений и трудности при письме. Больные становятся суетливыми, у них нарушается сон, часто отмечается головная боль, головокружение, гиперестезия. Часто первые проявления болезни родители пациента считают «шалостью» или «вредной привычкой», и только с развитием заболевания осознают их патологичность. Малая хорея может начинаться с психических нарушений. Очень редко ревматическая хорея может начинаться с судорог, мозжечковых, пирамидных расстройств и отёка диска зрительного нерва. Иногда наблюдается поражение черепных нервов. Сухожильные и периостальные рефлексы сниженные или неравномерные, патологические — отсутствуют. Расстройства чувствительности не наблюдаются.

### Особенности хореических гиперкинезов

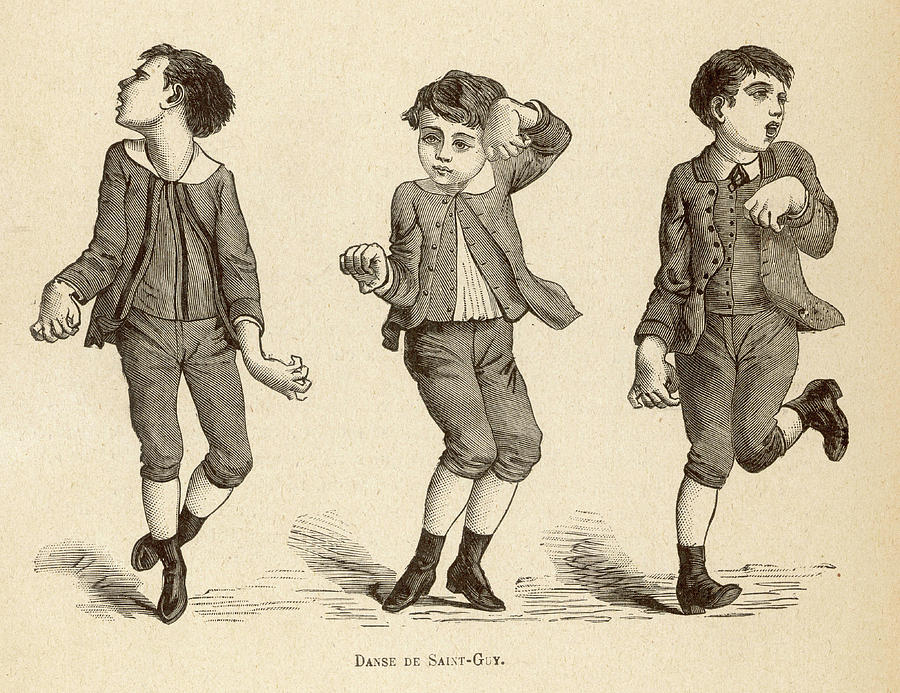
Изображение мальчиков, страдающих хореей Сиденхема (1880-е годы).

Общая характеристика хореических гиперкинезов при хорее Сиденхема: распространённость (генерализация), неритмичность и беспорядочность, некоординированость, непроизвольность (их невозможно задержать усилием воли), постоянство, усиление при волнении и произвольных движениях, и исчезновение во сне. Интенсивность хореических гиперкинезов зависит от эмоционального напряжения. Как правило, хореические гиперкинезы возникают в мимических мышцах и дистальных отделах конечностей, а затем распространяются на другие группы мышц. Обычно они носят генерализованный характер, реже — асимметричные, и только в 20 % случаев — односторонние. Вначале болезни непроизвольные движения единичные, непродолжительные, маловыраженные и усиливаются только при волнении, затем происходит их генерализация, и в развёрнутой стадии заболевания они наблюдаются практически постоянно, исчезая только во сне и при медикаментозной седации («бешеная пляска», «хореическая буря»). В таких случаях больной не может ходить, стоять, сидеть, принимать пищу. Хореические гиперкинезы наблюдаются в разных группах мышц. Например, одним из их проявлений является симптом «руки доярки» — кисти рук поочередно сжимаются и расслабляются, как будто при доении. У больных нарушается походка, иногда принимающая характер пританцовываний и подпрыгиваний, наблюдаются сальтаторные судороги (лат. spasmus saltatorius — плясовая судорога: при попытке больного стать на ноги возникает клоническое сокращение мышц и он подпрыгивает, реже подобное их сокращение происходит при касании к подошвам стоп лежа). В 15—40 % случаев при малой хорее за счёт непроизвольных сокращений мышц нарушается произношение, в тяжёлых случаях — глотание. В связи с непроизвольными сокращениями мышц гортани больной может издавать мычащие звуки. Иногда речь настолько затруднена, что возникает хореический мутизм — пациент полностью воздерживается от разговора. Могут наблюдаться фасцикуляции языка («мешок червей»). Описаны следующие «малые» формы гиперкинезов («микро-гиперкинезы»):
- симптом «глаза и языка», или «язык хамелеона» («змеи», «мухоловки», «язык-тромбон»)[20] — высунутый при закрытых глазах язык невозможно удержать дольше 15 секунд, он сразу же возвращается в рот;
- симптом (проба) «кольца» С. Ф. Розина — больному трудно удержать соединёнными в виде кольца дистальные фаланги большого и остальных пальцев[18].
- симптом «пожатия руки» Н. Ф. Филатова — при рукопожатии врач ощущает неравномерность напряжения мышц пациента;
- симптом «перекатывания глазных яблок» — ощущение движения глаз при смыкании век;
- проба М. И. Йогихеса — при попытке копировать движения врача вытянутой рукой наблюдается гиперкинез;
- проба М. Б. Цукер — с целью обнаружить малейшие гиперкинезы больной сидится на стул напротив врача, прикасаясь к нему коленями, а врач держит в своих руках обе руки ребёнка и разговаривает с ним.
- проба Ягера-Кинга — для выявления скрытых гиперкинезов пациента просят собрать мелкие предметы (например, мозаику)[21].
- симптом «раздевания» С. Ф. Широкова — гиперкинезы становятся заметными, когда больной снимает одежду.

Могут наблюдаться атипичные варианты гиперкинезов: тикозный, миоклонический, «дистальный», торсионно-дистонический, и хореиформный (отличается от хореического локальностью, стереотипностью и длительным течением), атетоидный[уточнить].

### Мышечная гипотония
Хореические гиперкинезы сопровождает снижение тонуса и силы мышц, сопровождающееся излишним сгибанием и разгибанием в суставах. Тонус мышц при малой хорее не столько снижен, сколько неравномерно распределён в разных мышечных группах и быстро меняется. Реже, обычно при тяжёлом течении, ревматическая хорея начинается с выраженной общей мышечной гипотонии, напоминающей вялый паралич, иногда односторонний (лат. chorea mollis — «мягкая», или псевдопаралитическая хорея). В этом случае ребёнок не может начать произвольные движения, а непроизвольные движения редкие или вообще отсутствуют. О мышечной слабости свидетельствует ряд симптомов:
- рефлекс Гордона II — при проверке коленного рефлекса сокращается четырёхглавая мышца бедра, поэтому голень дольше задерживается в разогнутом положении, причём иногда это состояние усиливается при повторении рефлекса[22]. Аналогично может наблюдаться застывание стопы в согнутом положение при проверке ахиллова рефлекса и предплечья в разогнутом положении при проверке рефлекса с трёхглавой мышцы. Иногда возникает симптом маятника, когда при проверке коленного рефлекса в ответ на однократное раздражение голень сгибается и разгибается несколько раз[23].
- симптом тонического застывания глазных яблок (проба Л. С. Гиттика) — при открывании глаз их содружественные движения запаздывают.
- симптом «дряблых плеч» (проба Бонхёффера) — при попытке поднять больного, удерживая за подмышки, его голова глубоко «уходит» в плечи, в связи со снижением тонуса мышц плечевого пояса.
- симптом пронации — при поднятых руках ладони поворачиваются вперёд, при опущенных — назад (в связи с более низким тонусом в супинаторах).
- симптом хореической руки — при расставленных в стороны или вытянутых вперёд руках ладонями вниз кисть находится в патологическом положении: она несколько согнута и прогибается в тыльную сторону в лучезапясном суставе, а пальцы переразогнуты в пястно-фаланговых суставах[англ.] и разогнуты или слегка согнуты в межфаланговых суставах[1].

### Статико-координаторные нарушения
В связи с нарушениями координации больной плохо выполняет точные движения, например, ему трудно застегнуть одежду («симптом пуговицы»), он не может играть на музыкальных инструментах. Нарушается выполнение координаторных проб. Может наблюдаться дисдиадохокинез, доходящий до уровня адиадохокинеза. Описаны симптомы статико-координаторных нарушений:
- симптом Черни (парадоксальное дыхание Черни[англ.]) — в связи с поражением хореей дыхательных мышц[англ.] и диафрагмы при вдохе у пациента поднимается диафрагма, а брюшная стенка втягивается, при этом само дыхание становится судорожным.
- симптом графической атаксии, описанный Р. А. Херсонским — характерное нарушение почерка: пациенты пишут разные по размеру буквы, у них наблюдается беспорядочность в нажиме пером и расстановке строчек. Также проводят пробу Херсонского — пациенту дают задание что-то написать с закрытыми глазами.

### Вегетативные нарушения
Вегетативные нарушения при ревматической хорее имеют фазный характер. В первую неделю заболевания преобладает повышенный тонус симпатической нервной системы. В последующем преобладают парасимпатикотропные реакции проявляющиеся в виде кожных сосудистых реакций (мраморности кожи, её синюшной окраски и похолодания в дистальных отделах конечностей), снижения артериального давления, потливости и так далее. Вместе с этим могут наблюдаться нормотонические и некоторые симпатикотропные реакции. Мочеиспускание и дефекация не нарушены.

### Психические расстройства
Для малой хореи типичны психические расстройства невротического и психотического регистров.
Одним из ранних невротических проявлений ревматической хореи, которое иногда предшествует гиперкинезам, является астения, которая проявляется лабильностью эмоций, раздражительностью, рассеянностью, нарушением памяти[уточнить], повышенной утомляемостью, капризностью, плаксивостью, ведущими у школьников к ухудшению успеваемости. На высоте заболевания эмоциональна неустойчивость особенно выражена, преобладает эйфория, однако она быстро меняется Депрессивно-раздражительным настроением. Возможна инверсия сна. Может наблюдаться дереализация, деперсонализация, ипохондрически-сенестопатические явления, аффективные расстройства (пароксизмально возникающая тоска, страх, апатия, дисфория).
Другой вариант начала хореи Сиденхема — кратковременные обморочные состояния или пароксизмальные состояния спутанности сознания с психомоторным возбуждением. При малой хорее могут наблюдаться псевдоистерические симптомы: комок в горле, истерический плач, пуэрилизм, аффективные разряды, психогенные сумеречные помрачения сознания.
Редко, почти исключительно у подростков после 15 лет, малая хорея начинается остро с онейроида или делирозных состояний с оглушённостью, которые сопровождаются потерей ориентации, страхом, тревогой, устрашающими, быстро меняющимися галлюцинациями и псевдогаллюцинациями, фантастическими сценоподобными переживаниями, и отрывочными бредовыми идеями. Их отличительной чертой таких психозов является обилие сенестопатий и тактильных и висцеральных галлюцинаций. Возможны шизофреноподобные состояния, бред и бредоподобные фантазии.
Также определённую роль играет личностная реакция на заболевание.

## Диагностика
Для диагностики ревматической хореи необходимо собрать анамнеза, в частности, эпидемиологического, провести общий и неврологический осмотр и лабораторно-инструментальные исследования. Важную роль играет наличие системных проявлений ревматизма и его лабораторных признаков[уточнить]. Исследование ликвора обычно малоинформативно. На ЭЭГ появляется диффузная медленноволновая активность мозга. При нейровизуализации могут выявляться преходящие очаговые изменения полосатого тела. Кроме того используют МРТ или СКТ головного мозга.

### Дифференциальный диагноз
Ревматическая хорея является одним из наиболее сложных для дифференциальной диагностики проявлений острой ревматической лихорадки. Перед тем, как установить диагноз ревматической хореи, необходимо исключить другие наследственными и приобретёнными заболеваниями, которые вызывают хореические гиперкинезы. Среди генетических болезней малую хорею стоит отличать от болезни Хантингтона и хантингтоноподобных синдромов, доброкачественной наследственной хореи, нейроакантоцитоза, болезни Вильсона-Коновалова, некоторых форм спиноцеребеллярных атаксий и ряда других заболеваний.
| Критерии                                                         | Ревматическая хорея                                                                           | Болезнь Хантингтона                                             |
| ---------------------------------------------------------------- | --------------------------------------------------------------------------------------------- | --------------------------------------------------------------- |
| Возраст начала болезни                                           | 6-15 лет                                                                                      | Обычно около 40 лет (описан дебют в детском и пожилом возрасте) |
| Этиология                                                        | Инфекционно-аллергическое заболевание, возникающее после инфицирования Streptococcus pyogenes | Наследственная болезнь                                          |
| Симптомы ревматизма                                              | Часто                                                                                         | Не встречаются                                                  |
| Наследственность                                                 | Не отягощена                                                                                  | Положительный семейный анамнез                                  |
| Молекулярно-генетическая диагностика                             | Не показана                                                                                   | ДНК-тестирование[уточнить]                                      |
| Хореический гиперкинез в сочетании с психическими расстройствами | Обязательный признак                                                                          | Обязательный признак                                            |
| Деменция                                                         | Не бывает                                                                                     | Обязательный признак                                            |
| Эффективность лечения                                            | Часто полный регресс симптомов                                                                | Малоэффективное                                                 |
| Прогноз                                                          | Благоприятный                                                                                 | Неблагоприятный                                                 |

Помимо хореи Сиденхема частой причиной приобретённых хореических гиперкинезов могут быть сосудистые болезни мозга (инсульт), коллагенозы (системная красная волчанка), антифосфолипидный синдром, гипертиреоз, гипопаратиреоз, гипонатриемию, гипокальциемию. Хорею, которую стоит отличать от ревматической, может вызвать СПИД, нейросифилис, а также интоксикация, вызванная разными инфекционными заболеваниями: тонзиллитом, туберкулёзом, болезнями печени, лямблиозом. Лекарственную хорею у ранее здоровых людей могут вызывать лекарства, например, антипсихотики, леводопа, препараты лития, дигоксин. Редко у пациентов, перенесших ревматическую хорею в детстве, хореический гиперкинез появляется как симптом других болезней: истинной полицитемии, гипертиреоза, церебральных васкулитов, вирусных инфекций ЦНС, опухолей головного мозга.
Проводится с гиперкинезами при неврозах, в том числе, обсессивно-компульсивном расстройстве. Необходимо проводить дифференциальную диагностику малой хореи с PANDAS.
При дебюте малой хореи в виде острого психоза отличить её от разных форм шизофрении, в том числе гебефренической, для которой характерно манерно-дурашливое поведение с гримасничанием, позволяют характерные гиперкинезы, изменения речи, выраженные нарушения внимания и лабильность эмоций, а также отсутствие расщепления психических процессов, и типичная для шизофрении динамика симптомов.
Иногда трудно различить аффективные синдромы, связанные с ревматической хореей, от дебюта какого-либо аффективного расстройства. Помогает это сделать тщательное исследование динамики заболевания, а также наличие при хорее неврологической и соматической симптоматики.

## Лечение
В остром периоде пациент должен соблюдать постельный режим и находиться в изолированном от внешних воздействий помещении. Хореические гиперкинезов устраняют с помощью бензодиазепинов, вальпроата натрия или барбитуратов[уточнить]. В более тяжёлых случаях применяют кортикостероиды: преднизолон 6-10 дней в дозе до 1,5 мг/кг веса. Назначения нейролептиков стараются избегать из-за риска развития поздней дискинезии[уточнить].

## Профилактика
Первичная профилактика малой хореи заключается в мероприятиях, направленных на повышение иммунитета и адаптационных возможностей организма, а также своевременном и адекватном лечении А-стрептококковых инфекций глотки — тонзиллита и фарингита. Вторичная профилактика направлена на предупреждение рецидивов и прогрессирования болезни. Она предусматривает регулярное, 1 раз в 3-4 недели, постоянное внутримышечное введение антибиотика пролонгированного действия бензатина бензилпенициллина. В некоторых случаях применяют пероральные антибиотики и сульфаниламиды: феноксиметилпенициллин, сульфадиазин/сульфизоксазол), или макролиды (например, эритромицин, азитромицин). В то же время, даже при тщательном приёме пероральных препаратов, риск рецидива выше. Длительность вторичной профилактики определяется индивидуально в зависимости от наличия факторов риска рецидивов. Больным, перенесшим приступ острой ревматической лихорадки, в том числе хорею, без сопутствующего кардита, вторичную профилактику, по разным рекомендациям, проводят либо до 18 лет (рекомендации ВОЗ, либо до 21 года (согласно рекомендациям Американской ассоциации сердца), но не меньше 5 лет после последней атаки, если пациент в процессе лечения достиг это возраста (принцип «что дольше»). При развитии кардита длительность вторичной профилактики увеличивается в зависимости от того, привёл он к формированию порока сердца, или нет.
Разрабатывается вакцина против Streptococcus pyogenes, с помощью которой можно будет осуществить иммунопрофилактику острой ревматической лихорадки, в том числе, малой хореи, как одного из её проявлений.

## Прогноз
В целом прогноз благоприятный. Длительность симптомов, по разным данным, составляет от 3-6 до 12-15 недель. При течении без осложнений обычно наступает полное выздоровление. Однако в некоторых случаях болезнь может длиться до 2-х и более лет. Такие случаи чаще имеют место при более тяжёлом течении заболевания, например, генерализованной хорее, или у пациентов с кардитом. У части пациентов, особенно при длительном течении заболевания, сохраняются изменения в виде лёгких гиперкинезов, тиков, церебрастении, изменений на ЭЭГ. Может меняться характер (повышается сенситивности, появляется склонность к раздражительности, обидчивости, упрямству), иногда развивается истеризация личности, тревожно-депрессивные расстройства, обсессивно-компульсивный синдром, СДВГ. В течение периода от нескольких месяцев до 3-6 лет у 35 % больных ревматическая хорея может рецидивировать. У 5-10 % больных возникает два рецидива и более с промежутками в 1,5-2,5 года. Чаще они возникают спонтанно, хотя могут быть связаны с новым инфицированием стрептококком. Рецидивирующая хорея среди атипичных форм в плане исхода и в отношении лечения наименее благоприятна. Иногда после перенесённой ревматической хореи гиперкинезы могут усилиться или возникнуть снова при приеме даже в малых дозах психостимуляторов, леводопы, агонистов дофаминовых рецепторов, фенитоина. Вызванную пероральными контрацептивами хорею также связывают с тем, что их приём может способствовать рецидиву малой хореи, перенесённой в детстве. В ряде случаев хорея беременных является рецидивом хореи Сиденхема: её перенесли в анамнезе как минимум 35 % таких пациентов, а 4 % ранее страдали острой ревматической лихорадкой. Течение ревматизма при хорее относительно доброкачественное. Летальный исход бывает редко. Однако в связи с сопутствующим эндокардитом у таких больных может развиться порок сердца, который может привести к тяжёлым осложнениям и смерти.